# Juillet 1902

## Événements
- Russie :
  - Parution de la revue Osvobojdenie (Libération) à Stuttgart. Naissance d’un libéralisme constitutionnel et démocratique plus radical (Petrounkievitch, Milioukov, Maklakov, Sprouve, etc.).
  - Fondation d’un cartel de vente des produits métallurgiques (Prodameta) face à la crise industrielle.

- 1er juillet, Canada : premier rodéo organisé à Raymond, Alberta.
- 4 juillet, Philippines : fin de la guerre américano-philippine aussi appelée insurrection des Philippines

- 9 juillet, Allemagne : découverte de l'acide barbiturique.

- 10 juillet :
  - Autriche : victoire de Marcel Renault dans la course automobile Paris-Vienne, qui l'opposait aux voitures des marques allemandes Mercedes et Benz.
  - Signature des accords secrets Prinetti-Barrère entre l’Italie et la France. Les deux pays s’engagent à respecter la liberté d’action de chacun en Cyrénaïque-Tripolitaine et au Maroc. L’Italie gardera sa neutralité en cas d’agression directe ou indirecte de l’Allemagne contre la France.

- 11 juillet : le premier ministre du Royaume-Uni lord Robert Salisbury quitte sa charge en raison de son âge après 14 années de mandat.

- 12 juillet : début du ministère conservateur d'Arthur Balfour, Premier ministre du Royaume-Uni (fin en 1905).

- 14 juillet, Italie : à Venise, effondrement du campanile de Saint-Marc, construit en 1540.

- 27 juillet, France : violences à Paris entre les tenants des écoles confessionnelles et leurs adversaires.

## Naissances
- 9 juillet : André Coudrat, centenaire français († 3 avril 2012).
- 11 juillet : Léo Collard, homme politique belge († 27 janvier 1981).
- 14 juillet : Anton Kaindl, officier SS, commandant du camp de Sachsenhausen († 31 août 1948)
- 15 juillet :
  - Jean Rey, homme politique belge († 19 mai 1983).
  - Donald Grant Creighton, historien.
- 20 juillet : Paul Yoshigoro Taguchi, cardinal japonais, archevêque d'Osaka († 23 février 1978).
- 28 juillet : Karl Popper, philosophe des sciences († 17 septembre 1994).
- 30 juillet : Alan Macnaughton, avocat et homme politique fédéral.

## Décès
- 6 juillet : Maria Goretti, sainte italienne (° 16 octobre 1890).
- 14 juillet : Hervé Faye, astronome français, académicien, né en 1814.